# European Late Model Series
De European Late Model Series (ELMS) is een stock car-kampioenschap, gehouden op kleine geasfalteerde ovals in België, Nederland en het Verenigd Koninkrijk.
Het is een samenvoeging van de Camso V8's en de ASCAR. De auto's zijn te vergelijken met de auto's gebruikt in de NASCAR. Chassis en carrosserie zijn vrij te kiezen binnen de geldende regels. De 8-cilinder Chevrolet motor heeft 450 pk en een motorinhoud van 6 liter. Enkele andere motoren zijn ook toegestaan maar worden uitgefaseerd. De topsnelheid van deze wagens is zo'n 300 km per uur.